# 宮川四郎兵衛
宮川 四郎兵衛（みやがわ しろべえ、承応2年（1653年） - 元文5年1月16日（1740年2月13日））は、江戸時代前期-中期の豪商、新田開発者。名は言胤。

## 経歴・人物
越後国柏崎町の豪商。越後国岩船・蒲原・三島・刈羽・魚沼の5郡で新田開発を行い、新村52村を拓き、江戸時代初期の御用商人河村瑞賢に準えて「越後瑞賢」と称された。のち高田藩より名字帯刀を許され、大肝煎となる。